# Vittorio Buttafava
Vittorio Buttafava (Milano, 16 novembre 1918 – Milano, 17 settembre 1983) è stato un giornalista e scrittore italiano.
Autore di La vita è bella nonostante, Una stretta di mano e via, La fortuna di vivere e
Cari figli del 2053.

## Biografia
Laureato in lettere, è entrato nel giornalismo nel 1946 come redattore di Oggi, occupandosi inizialmente di critica teatrale, per poi diventare caporedattore. In seguito ha diretto contemporaneamente due settimanali femminili: Novella, dal 1957, e Annabella, dal 1958. Dal 1964 al 1976 è stato direttore di Oggi, passando successivamente alla direzione di Epoca, fino alla primavera del 1978. Curò anche una rubrica settimanale di fatti di vita e di costume su Il Secolo XIX.
Iniziò a lavorare anche in tv, su Telealtomilanese, curando la rubrica "La posta di Tam". Nel 1977 passò a Telemilano 58, l'attuale Canale 5, come curatore di rubriche giornalistiche, conducendo la testata giornalistica Video 5 (l'antenato del TG5). Nel 1978 ha scritto la sceneggiatura del documentario di Angelo e Alfredo Castiglioni Addio ultimo uomo. Negli ultimi anni della sua vita ha diretto la prima testata giornalistica di Canale 5, Video 5. È morto nel 1983 a 64 anni per una leucemia.

## Opere
- La vita è bella nonostante, Rizzoli Editore, 1975.
- Una stretta di mano e via, Rizzoli Editore, 1976.
- La fortuna di vivere, Rizzoli Editore, 1981.
- Cari figli del 2053, Rizzoli Editore, 1983.

Dal 2021 i libri di Vittorio Buttafava sono ristampati dalla casa editrice siciliana GAEditori.